# 弗勒里 (法蘭西)
法蘭西的弗勒里（法語：Fleury de France，约1094年—1119年4月以後）是法國國王腓力一世與第二任妻子蒙福爾的貝特蕾德之次子，路易六世的同父異母弟弟。他透過與楠日領主（姓氏和血統不詳）的女兒結婚而成為楠日領主，也被稱為楠日的弗勒里。芒特伯爵菲利普是他的哥哥，的黎波里伯爵夫人塞西莉是他的妹妹。

## 生平
弗勒里的父親腓力一世與第一任妻子荷蘭的貝兒塔的婚姻，以及他的母親貝特蕾德與安茹伯爵富爾克四世的婚姻，均被教會會議宣布無效；然而，沙特爾教區主教伊沃和教皇烏爾班二世反對雙方廢除婚約並再婚，腓力一世和貝特蕾德被逐出教會。因此，弗勒里對他的父母來說是一個私生子。
弗勒里直到1104年才獲得合法王子的地位，當時他父母的絕罰被解除，他的母親貝特蕾德服從了教皇的決定，退居豐特夫羅修道院。
1108年，其父親腓力一世去世後，其兄長芒特伯爵菲利普試圖阻止同父異母兄長路易六世繼承王位，但無濟於事。由於反抗路易六世的統治，菲利普被廢黜，他的財產被沒收，他為其母親貝特雷德的弟弟蒙福爾勳爵阿莫里三世麾下服務數年。弗勒里本人未直接參與王位爭奪，歷史記載相對有限。

## 婚姻和子女
他與楠日領主的女繼承人楠日的伊麗莎白（妻子的祖先和血統沒有記載）結婚，並成為楠日領主，與她育有至少一名女兒。
1. 楠日的伊莎貝爾（1118年-1166年或1167年後）- 先嫁給韋尼齊領主特拉伊內爾-韋尼齊的安索，並育有兩個女兒。守寡後，她再婚，嫁給馬羅勒領主蓋伊，但沒有留下後代。

他可能還有另一個女兒，並將她嫁給了庫爾特里勳爵默倫的米隆（法語：Milon de Melun）。